# The Naked Civil Servant (filme)
The Naked Civil Servant é um filme biográfico, de 1975, baseado no livro de Quentin Crisp, de 1968, do mesmo nome, protagonizado por John Hurt e dirigido por Jack Gold, adaptado por Philip Mackie, e realizado por Verity Lambert.
A emissão original a 17 de Dezembro, o filme de 77 minutos, foi produzido pela Thames Television do canal britânico ITV. Crisp é retratado desde a juventudo até meia idade. Pela sua actuação, Hurt ganhou um BAFTA por Melhor Actor em 1976 e a produção também ganhou um prêmio Emmy e o Prix Itália de 1976. Em 1976 foi transmitido no canal americano WOR-TV e mais tarde na PBS quando a Thames Television e a WOR-TV trocou de programação durante uma semana.
Em 2000 o filme ficou colocado em quarto numa lista de profissionais da indústria para encontrar o BFI TV 100 do século 20, e foi a produção da ITV mais alta da lista. O filme foi lançado em DVD em 2005.
Em 2009, Hurt voltou ao papel de Quentin Crisp em An Englishman in New York, que retrata os anos seguintes que Crisp viveu em Manhattan.